# Завойтянский сельсовет
Завойтянский сельсовет (белор. Завайцянскі сельсавет) — упразднённая административная единица на территории Наровлянского района Гомельской области Беларуси.

## История
16 декабря 2009 года сельсовет упразднён. Населённые пункты — аг. Завойть и д. Калиничи включены в состав Наровлянского сельсовета.

## Состав
Завойтянский сельсовет включал 5 населённых пунктов:
- Завойть — агрогородок
- Калиничи — деревня

Упразднённые населённые пункты:
- Романовка — деревня
- Смолегов — деревня
- Смолеговская Рудня — деревня